# Liszt

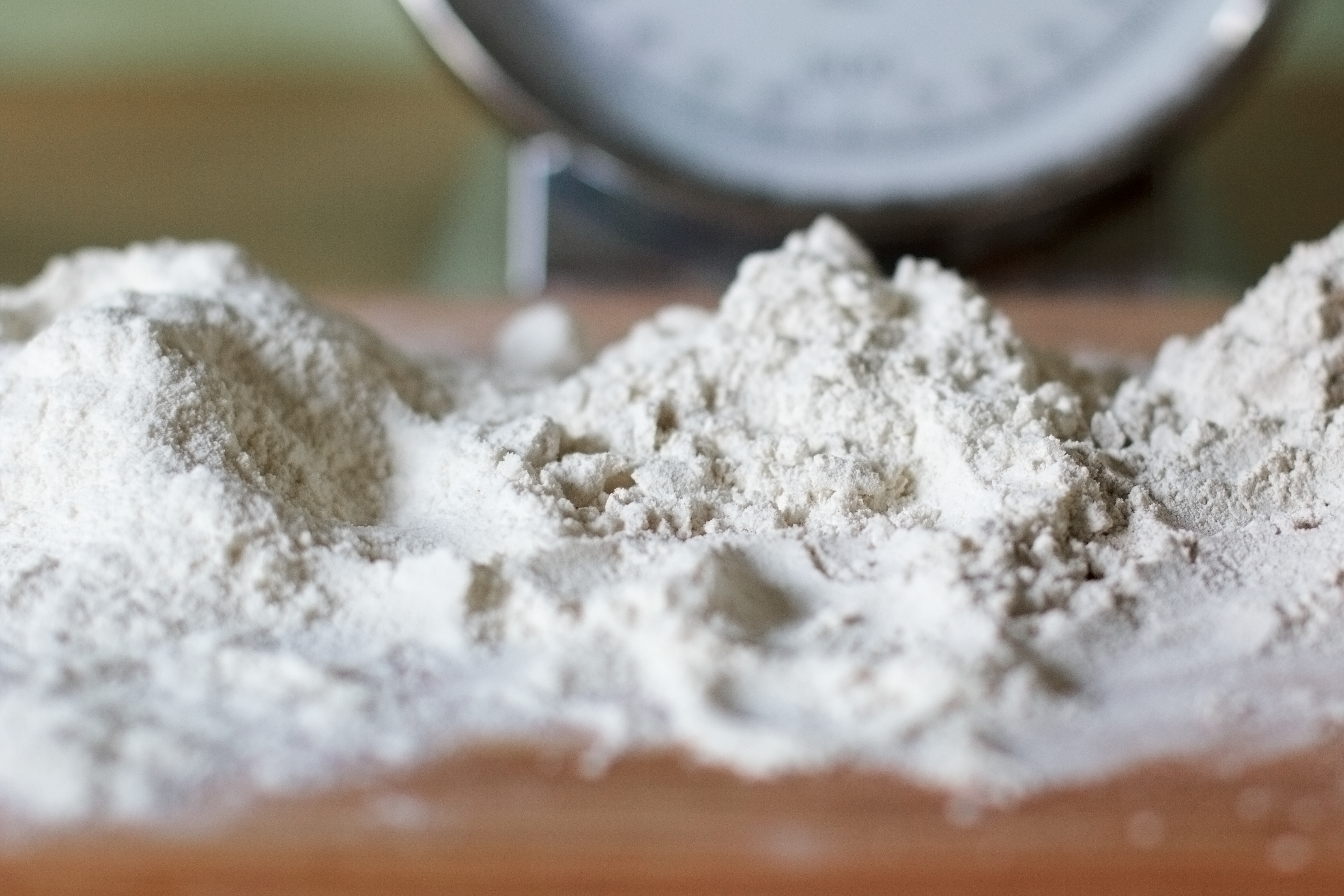
Háromféle kenyérliszt

A liszt finom őrlemény, általában gabonából. A lisztekből leggyakrabban kenyér-, illetve lepényféléket készítenek, de lehetséges alkoholos itallá is erjeszteni, vagy dísztárgyakat, illetve ragasztót (csiríz) készíteni belőle. A gabonaliszt a malomipar terméke és jellemzően a sütőipar használja fel.

## Liszt készítése

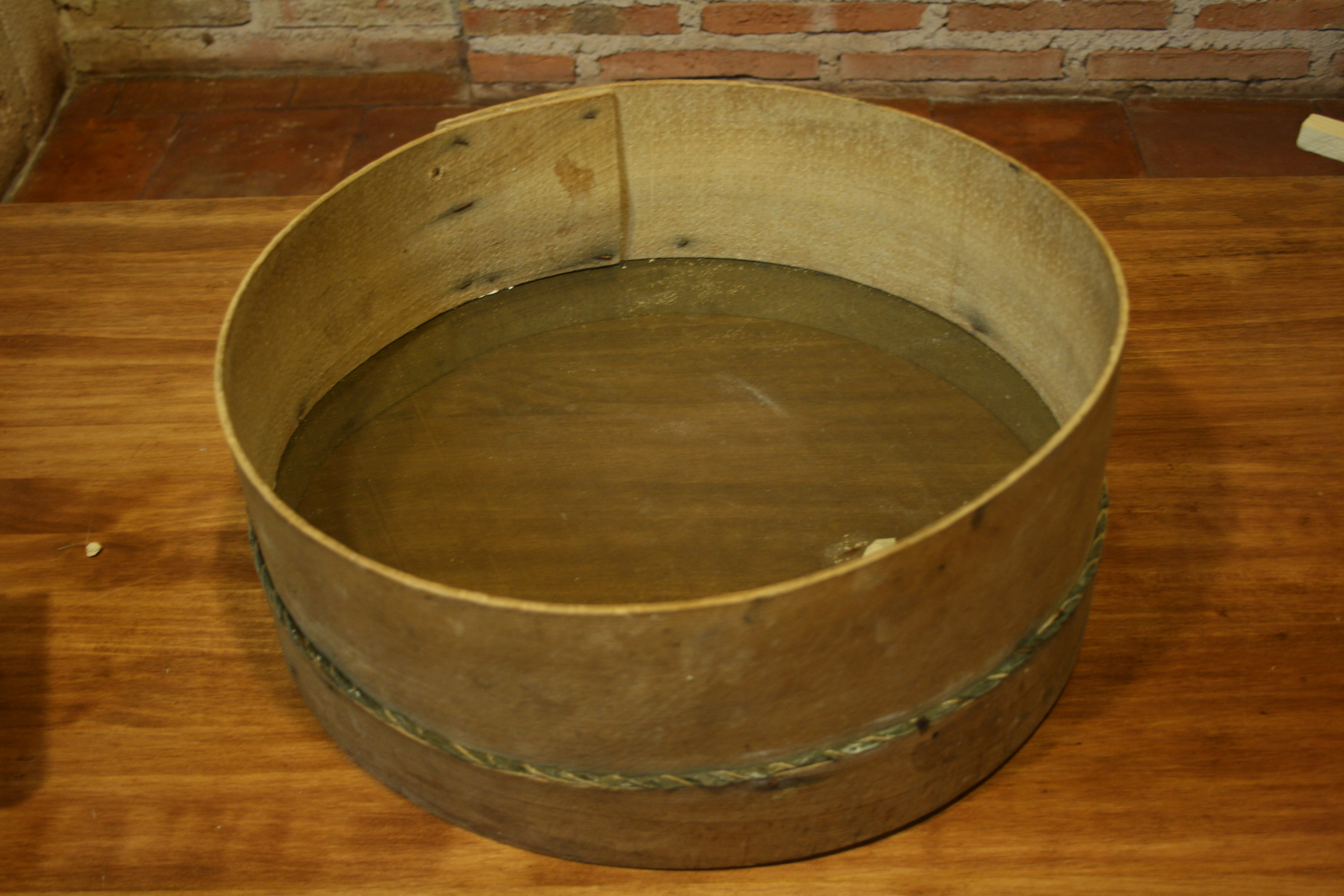
Lisztszita

A gabonát aratás után gabonatárolókban (siló) tárolják, innen szállítják a malmokba. A malmokban egy összetett műveletsor alatt először a szennyeződésektől megtisztítják, aprítják (megőrlik), és osztályozzák (szitálás) termékfajta és szemcseméret szerint. Az őrlés célja a gabonaszemek két fő alkotójának, a héjnak és a magbelsőnek a lehető legtökéletesebb szétválasztása. Ezután a további felhasználásnak megfelelően adagolják és csomagolják a termékeket. A hazai boltokba kerülő legalsó sikérküszöb 28%, amivel a magyar szabvány a világon a legmagasabb követelményű. A farinográf – lisztminősítő műszer – Hankóczy Jenő és Brabender duisburgi mérnök találmánya.

## Lisztkódok
A kódokat a Magyar Élelmiszerkönyv rögzíti. Az első betű(k) a gabona neve (B - búza, R - rozs, G - Graham, TB - tönkölybúza, D - durumbúza), utána a betűk az őrlemény finomságát (szemcseméretét) jelzi (L - liszt, F - fogós, FF - kétszer fogós, D - dara; a sima vagy finomliszt az L, a rétesliszt a durvább, FF jelölésű, vagy lehet még durvább: FFF - háromszor fogós is). A betűket követő szám a tisztaságra, az ún. hamutartalomra utal, azt jelzi, hogy a magbelsőn kívül mennyi az őrleményben a feldolgozás során visszamaradt szervetlenanyag-tartalom. Tehát minél nagyobb ez az érték, annál több benne a korpa, magasabb az ásványi anyagok aránya, és minél kisebb ez a szám, annál tisztább (fehérebb). A teljes kiőrlésű gabonalisztbe a héján (korpán) kívül a gabona csíráját is beleőrlik.
A sütőiparban leginkább használt kódok
- BL 55: búzafinomliszt
- BL 80: fehér búzakenyérliszt
- BL 112: félfehér búzakenyérliszt
- BFF 55: búzarétesliszt,
- BD: étkezési búzadara
- DL: durum simaliszt
- GL 200: Graham búzaliszt, megközelítőleg teljes kiőrlésű, annál finomabb őrlésű
- TBL 70: fehér tönköly(búza)liszt
- TBL 300: teljes kiőrlésű tönköly(búza)liszt
- RL 60: fehér rozsliszt (rozsláng)
- RL 90: sötét rozsliszt
- RL 190: teljes kiőrlésű rozsliszt

## Liszthibák
Liszthibáról akkor beszélünk, ha a minőségromlás már a gabonaszemben elkezdődött.
- Keményítőt károsító hibák fajtái:
  - Új gabona őrleménye (friss liszt):
    - Az érési folyamatok még nem fejeződtek be, az utóérés során a cukor nem alakult át teljesen keményítővé. Sok a kismolekulájú vízben oldható szénhidrát (például cukor, dextrin). Ennek következményeként a tészta gyorsan érik és kel, terülékeny, lágyuló, a sütéskor gyorsan pirul. Az ilyen lisztet malmok a lisztes zsák címkéjén egy átlós piros csíkkal jelölik. Javítva használható fel.
    - Javítása:
      - kötelező tárolási idő (legkevesebb egy hét) betartása
      - régi liszttel keverve felhasználni
      - aszkorbinsav adagolása
      - keményebb, rövidebb érési idejű, savanyúbb tészta készítése
      - hűvösebb kemencében sütni
      - levegőztetni a lisztet

  - Csírázott gabona lisztje:
    - Huzamosabb ideig 0,5 °C alatti tárolás esetén fokozódik az amiláz enzim tevékenysége, így a keményítő rongálódik, gyengébb lesz a sikér minősége. Javítva használható fel.
    - Javítása:
      - egészséges liszttel keverve dolgozható fel.
- Fehérje károsító hibák fajtái:
  - Poloska szúrta gabona:
    - A gabonapoloska megszúrja az érésben levő gabonaszemet, és fehérjebontó enzimet tartalmazó váladékot juttat bele. Emiatt romlik a liszt vízfelvevő és gázvisszatartó képessége, ezáltal a tészta rugalmatlan, kenhető lesz. A kész termék lapossá, tömörré, morzsalékossá válik. Javítva használható fel.
    - Javítása:
      - egészséges liszttel keverve
      - savanyítással
      - 70-80 °C-on, néhány órán át tartó hőkezeléssel

  - Bemelegedett gabona lisztje:
    - A tárolás során a gabona életműködést folytat: a cukor lassan lebomlik CO2 -ra és vízre, miközben hő szabadul fel. Ha nem gondoskodunk a hő eltávolításáról, a megfelelő szellőztetésről, akkor a liszt befülled, ami a fehérje károsodását okozhatja, és a tésztaképzés során nem fejlődik belőle sikér. Következménye, hogy a tészta vízfelvevő képessége csökken, rosszul nyújthatóvá válik, a kész termék kis térfogatú lesz. Javítva használható fel.
    - Javítása:
      - egészséges liszttel keverve

  - Túlszárított gabona lisztje:
    - Aratás után a nedves gabonát hosszú ideig szárították. Romlik a liszt vízfelvevő és gázvisszatartó képessége, ezáltal a tészta rugalmatlan, kenhető lesz. A kész termék lapossá, tömörré, morzsalékossá válik. Javítva használható fel.
    - Javítása:
      - jó minőségű liszttel keverve

## Történeti említések
Az egyik első európai, lisztre utaló szöveg az ún. Malomdal, melyet Plutarkhosz (i. sz. 1–2. század) jegyzett föl:
Őrölj, malom, őrölj,
Mert maga Pittakosz őröl,
Pedig ő Mütiléna királya!
(Trencsényi-Waldapfel Imre fordítása)

## Romlott lisztek
Lisztromlásról akkor beszélünk, ha a tárolás során romlik a liszt minősége.
 A romlott liszt emberi étkezésre nem használható fel!
- Fajtái:
  - Dohos liszt: nedves raktárban történő tároláskor dohosodik a liszt, nyirkos, rossz szagú lesz.
  - Penészes liszt: a hosszabb ideig tartó nedves tároláskor a dohosodás után szaporodnak el a penészgombák. A liszt kellemetlen szagú, sötét színű lesz.
  - Avas liszt: meleg helyen való tárolás során a lisztben levő zsiradék a hő hatására a lipáz, lapoxidáz enzimek aktiválódásának eredményeképpen glicerinre és zsírsavra bomlik. A sötétebb lisztek hamarabb avasodnak. Az avasodás következménye a szúrós szag, karcos íz, amelyet érzékszerveinkkel ismerhetünk fel. Emelkedik a savfok is, ezt titrálással mutathatjuk ki.